# كارلوس كارديناس أوليفيرا
كارلوس كارديناس أوليفيرا (بالإسبانية: Carlos Cárdenas Olivera)‏ هو لاعب كرة قدم مكسيكي، ولد في 13 ديسمبر 1983. لعب مع Venados F.C. ‏.